# PGC 2044138
LEDA/PGC 2044138 ist eine isolierte Spiralgalaxie vom Hubble-Typ Sb im Sternbild Herkules am Nordsternhimmel. Sie ist schätzungsweise 796 Millionen Lichtjahre von der Milchstraße entfernt und hat einen Durchmesser von etwa 150.000 Lichtjahren.
Im selben Himmelsareal befinden sich unter anderem die Galaxien PGC 2046648, PGC 2047592, PGC 2047817, PGC 3088691.